# اچ‌ام‌اس گلاسگو (۱۷۵۷)
اچ‌ام‌اس گلاسگو (۱۷۵۷) (به انگلیسی: HMS Glasgow (1757)) یک کشتی است که طول آن ۱۰۹ فوت ۴ اینچ (۳۳٫۳ متر) می‌باشد. این کشتی در سال ۱۷۵۷ ساخته شد.